# Пиварски парк (Крагујевац)
Пиварски парк, или популарно Пиварче, један је од четири већа парка у урбаној зони Крагујевца. Налази се на Пиварском брду, око 1 km удаљен од централне градске зоне. То је парковска површина парк са стазама за шетњу, простором за дечју игру и тереном за колективне спортове. Некада је био омиљено место за одмор и рекреацију Крагујевчана, али је последњих година девастиран због клизишта. На санацији и реконструкцији се ради.

## Локација
Простор парка је облика петоугаоника који формирају околне улице и стамбени блокови, укупне површине око 4,5 ha. Главни улаз је из улице Стојана Протића, а може се ући и из улица Капетана Лукића и Грге Јанкеза. У близини парка налазе се стајалишта великог броја градских аутобуских линија.
- Детаљи парка

## Историја
Некада је Пиварски парк, популарно Пиварче, био место окупљања великог броја људи, не само из овог насеља, већ и других делова Крагујевца. Био је, заједно са шумом Кошутњак једно од омиљених места за пикник.
Постојао је велики број справа за игру, клупе за одмор, а на спортском терену су организована разна такмичења и манифестације.
Око 2010. године на Пиварском брду активирало се клизиште које је скоро уништило овај парк, а највише су страдали спортски терен и трибине. Данас парк није у пуној функцији, мада се и даље користи. Градске власти га санирају, али још увек није у целости реконструисан. У обнову парка и одржавање парковске површине укључују се и различите грађанске организације и групе грађана.

### Пиварско брдо
Пиварско брдо удаљено је од централне градске зоне Крагујевца свега око 1 km. Име је добило по првим крагујевачким пиварама које су се баш ту отварале. Насеље је на Пиварском брду настало у првој половини 19. века, одмах по ослобођењу Србије од турске власти, у време када је кнез Милош прогласио Крагујевац за престоницу обновљене Србије. Населили су га досељеници који су тада масовно долазили у Крагујевац. Пиварско брдо и друга насеља на тадашњој периферији Крагујевца населиле су породице које су долазиле најчешће из Црне Горе и са Санџака, а нешто мање са Косова и Метохије.